# Кривун, Николай Минович
Николай Минович Кривун (26 ноября 1936 — 25 июня 2017, Таганрог) — советский и российский шахматист, мастер спорта СССР (1977), международный мастер ИКЧФ (1982).
Добился больших успехов в игре по переписке.
Был бронзовым призёром 12-го чемпионата СССР (1975—1977 гг.; разделил 2—3 места с Г. Е. Несисом, уступил по дополнительным показателям).
Победил в 4-м чемпионате РСФСР (1972—1973 гг.), до этого дважды становился призёром чемпионатов РСФСР.
В составе сборной РСФСР четырежды становился победителем командных чемпионатов СССР.
В составе сборной СССР дважды побеждал в командных чемпионатах Европы (в том числе с лучшим результатом на доске).
Стал бронзовым призёром 34-го чемпионата Европы (1987—1994 гг.).
С 1977 по 1993 год был директором шахматного клуба при дворце спорта «Красный гидропресс».

## Спортивные результаты
| Год       | Соревнование                                                          | + | − | = | Результат | Место                         |
| --------- | --------------------------------------------------------------------- | - | - | - | --------- | ----------------------------- |
| 1968—1970 | 2-й чемпионат РСФСР по переписке                                      | 8 | 2 | 8 | 12 из 18  | 2—3                           |
| 1970—1971 | 3-й чемпионат РСФСР по переписке                                      | 8 | 3 | 6 | 11 из 17  | 3—4                           |
| 1970—1973 | 3-й командный чемпионат СССР по переписке (сборная РСФСР, 5-я доска)  |   |   |   | 7½ из 12  | Команда — чемпион             |
| 1972—1973 | 4-й чемпионат РСФСР по переписке                                      | 9 | 3 | 2 | 10 из 14  | 1                             |
| 1973—1975 | 4-й командный чемпионат СССР по переписке (сборная РСФСР, 8-я доска)  |   |   |   | 9½ из 12  | Команда — чемпион, 1 на доске |
| 1975—1977 | 12-й чемпионат СССР по переписке                                      | 8 | 1 | 9 | 12½ из 18 | 2—3                           |
| 1978—1981 | 6-й командный чемпионат СССР по переписке (сборная РСФСР, 5-я доска)  |   |   |   | 10 из 16  | Команда — чемпион             |
| 1978—1983 | Командный чемпионат Европы по переписке (сборная СССР, 7-я доска)     |   |   |   | 6 из 8    | Команда — чемпион             |
| 1982—1988 | 25-й чемпионат Европы по перепике                                     | 7 | 3 | 4 | 9 из 14   | 4—5                           |
| 1983—1988 | Командный чемпионат Европы по переписке (сборная СССР, 10-я доска)    |   |   |   | 6½ из 9   | Команда — чемпион, 1 на доске |
| 1987—1994 | 34-й чемпионат Европы по переписке                                    | 7 | 2 | 5 | 9½ из 14  | 3—4                           |
| 1991—1994 | 10-й командный чемпионат СССР по переписке (сборная РСФСР, 9-я доска) |   |   |   | 11½ из 13 | Команда — чемпион, 1 на доске |